# Улика (фильм)
«Улика» (англ. Clue; на российском телевидении чаще всего демонстрировался под названием «Разгадка») — комедийный художественный фильм с элементами детективного триллера 1985 года, Фильм режиссёра Джонатана Линна снят по сценарию Джона Лэндиса — сюжет вдохновлён настольной игрой «Cluedo». Главные роли исполнили Тим Карри, Мэдлин Кан, Кристофер Ллойд, Айлин Бреннан, Майкл Маккин, Лесли Энн Уоррен, Мартин Малл и Коллин Кэмп. Сюжет обыгрывает свойственную многим герметичным детективам ситуацию — группа людей оказывается в огромном доме, а затем происходит убийство и начинается поиск преступника. В первый кинопрокат кинотеатры получили разные версии картины, содержащие 3 различные концовки — они доступны на DVD и Blu-Ray изданиях. Фильм провалился в прокате и получил негативные отзывы критиков в момент выхода, но годы спустя приобрёл культовый статус.

## Описание

### Завязка
1954 год, Новая Англия. США находятся под давлением власти сенатора Джозефа Реймонда Маккарти. В загородный готический особняк по приглашению на светский ужин приезжают шесть гостей. Между собой они незнакомы, как и с хозяином дома, тем более что в приглашении тот подписался «Мистер Бодди». В присланных им приглашениях указано, что они все, дабы сохранить свою анонимность, не должны представляться остальным своими настоящими именами, а использовать те, что указаны у каждого из них в приглашении (в дальнейшем их настоящие имена зрителю никогда не будут названы). Гости — это трое мужчин: полковник Мастард, профессор Плам и мистер Грин, и три женщины: миссис Уайт, миссис Пикок и мисс Скарлетт.

### Шантаж
Когда гости прибывают в особняк, там их встречают дворецкий Уодсворт, сексапильная горничная Иветт и кухарка-азиатка миссис Хо. Уодсворт говорит, что мистер Бодди опаздывает и можно начинать ужин без него. Мистер Бодди прибывает к концу ужина и говорит, что также приехал, потому что получил приглашение. После этих слов Уодсворт приглашает всех в гостиную и там раскрывает истинную причину, по которой они были приглашены. Оказывается, что всех шестерых на данный момент шантажирует неизвестный.
- Миссис Уайт, будучи вдовой, втянута в скандал относительно обстоятельств таинственной смерти её мужа — ядерного физика, который знал секрет Водородной Бомбы.
- Профессор Плам, будучи психиатром, в прошлом соблазнял своих пациенток и при этом состоит во Всемирной организации здравоохранения.
- Миссис Пикок, будучи женой сенатора, брала от лоббистов взятки в обмен на то, чтобы её муж голосовал за них на выборах.
- Мисс Скарлет владеет борделем в Вашингтоне, куда заходят высокопоставленные лица.
- Полковник Мастард был военным спекулянтом и сколотил своё состояние за счёт продажи на чёрном рынке деталей радио с военных самолётов.
- Мистер Грин — молодой гомосексуалист, что ставит под угрозу его работу в Государственном департаменте.

Мистер Бодди заявляет, что отказывается в этом участвовать, и собирается уйти, но Уодсворт запирает входную дверь и сообщает гостям, что Бодди — это и есть таинственный шантажист, и что через примерно час в дом приедет заранее вызванная им полиция. На это мистер Бодди сообщает, что даже если его арестуют, то он позаботится о том, чтобы все их секреты, из-за которых их шантажируют, будут преданы огласке. Бодди предлагает им альтернативу: всем шести он вручает по чёрной коробке, перевязанной лентой, внутри в которых обнаруживаются странные предметы. У мисс Скарлетт — увесистый подсвечник, у миссис Уайт — верёвка, завязанная в петлю, у мистера Грина — обрезок трубы, у полковника Мастарда — гаечный ключ, у профессора Плама — револьвер, а у миссис Пикок — кинжал-стилет. 
Мистер Бодди предлагает с помощью этих орудий убийства избавиться от Уодсворта и покинуть дом, а он продолжит шантажировать их. Заканчивая эту фразу мистер Бодди гасит в комнате свет. Далее в темноте раздаётся целая серия хаотичных звуков, среди которых особняком стоит грохот револьверного выстрела, сопровождаемого яркой вспышкой. Когда свет включается, гости видят мёртвого Бодди на полу. Гости отрицают свою причастность к его смерти, а профессор Плам, так как выстрел прозвучал из его револьвера, утверждает, что в темноте кто-то пытался вырвать у него оружие, и этот кто-то спустил курок.

### Мотивы
Здесь Уодсворт раскрывает, что на самом деле это он послал им всем приглашения, потому что его покойную жену тоже шантажировал мистер Бодди (она имела друзей среди социалистов), из-за чего она покончила с собой, и поэтому Уодсворт пригласил гостей, чтобы вместе они помогли ему сдать мистера Бодди в полицию. Поскольку гости отрицают, что кто-то из них стрелял в Боди, они во главе с Уодсвортом исследуют дом, чтобы узнать до приезда полиции, есть ли в доме кроме них, человек, который мог убить мистера Боди. В кухне они обнаруживают, что за это время кто-то убил кухарку — у неё в спине торчит кинжал миссис Пикок, который она уронила, когда увидела мёртвого мистера Бодди. Затем, обнаруживается, что тело мистера Бодди, которое они оставили в гостиной, пропало. 
Впрочем, через некоторое время они находят его, всё такого же мёртвого, но с проломленным черепом (его с силой ударили по голове подсвечником мисс Скарлетт, который она тоже бросила в гостиной). Тогда все собирают оставшиеся орудия убийства и запирают их в буфете, а ключ от буфета Уодсворт выбрасывает на улицу. А тем временем в особняк поочерёдно прибывают трое новых людей, которые, на первый взгляд, непричастны к этому делу: автомобилист, который попал в небольшую аварию и просит позвонить от них; полицейский офицер, который обнаружил машину этого самого автомобилиста; и непонятно кем вызванная девушка «Поющая Телеграмма». И эти трое также разделяют участь мистера Бодди и кухарки. Первым погибает автомобилист (на него обрушивается гаечный ключ), затем полицейский (его бьют обрезком трубы), после чего — «Поющая Телеграмма» (в неё стреляют, едва перед ней открывается входная дверь). При этом в какой-то момент герои обнаруживают, что буфет, в котором они спрятали оружие, открыт, а затем некто смертельно душит Иветт удавкой.

### Связи
После всего этого Уодсворт говорит, что знает, кто убийца и кто за всем этим стоит. А чтобы гости всё поняли он реконструирует перед ними все события этого вечера: от перемещения гостей, до перемещения убийцы. Во время реконструкции выясняются самые неожиданные подробности истории, и что все люди, которых поначалу считали случайными гостями, на самом деле имеют самое прямое отношение к разворачивающимся в доме событиям — каждый из гостей был прекрасно знаком с кем-то из убитых.
- Иветт — одно время работала девушкой по вызову в борделе мисс Скарлетт, где среди её клиентов был полковник Мастард, и служила горничной у миссис Уайт, где откровенно крутила любовь с её мужем.
- Кухарка — когда-то прислуживала миссис Пикок.
- Автомобилист — работал у полковника Мастарда и знал, на чём тот разжился.
- Полицейский — мисс Скарлетт давала ему взятки за то, что он прикрывал её бордель.
- «Поющая Телеграмма» — она была пациенткой профессора Плама, и у них была связь, о которой узнал мистер Бодди.

### Реконструкция
Сначала Уодсворт объясняет смерть мистера Бодди. Тогда в темноте убийца промазал, пуля лишь задела мочку уха мистера Бодди, который, поняв, что его план дал осечку, решил прикинуться мёртвым, чтобы его больше не могли убить. В дальнейшем, когда все были на кухне и осматривали труп кухарки, один из них тем временем прошёл в потайной ход (его в одной из сцен находят мисс Скарлет и полковник Мастард), ведущий из кухни в гостиную, где, улучив момент, последовал за Мистером Боди, который, не заметив убийцу, вскочил с пола и бросился в коридор, однако убийца догнал его там и ударил подсвечником, после чего оттащил его тело в туалет, где его позже нашла миссис Пикок. Смерть кухарки Уодсворт объясняет так: когда они побежали на крик Иветт в бильярдную (это произошло почти сразу после того, как они увидели в гостиной тело мистера Бодди), один из них побежал совсем в другую сторону — на кухню.
Раскрытый буфет и смерть автомобилиста: Уодсворт вспоминает, что они заперли оружие в буфете, а ключ от него он положил к себе в карман. Затем автомобилист звонит в дверь. Во время разговора с ним они плотной толпой стоят в дверном проёме и в этот момент один из них незаметно засовывает руку в карман Уодсворту и подменяет ключ от буфета на другой, который Уодсворт позже выбрасывает на улицу. Заперев автомобилиста в комнате с телефоном они продолжают свои поиски, как и до этого, разбившись на пары. Человек с ключом в какой-то момент отделяется от своего напарника, открывает буфет и по тайному ходу проникает в комнату к автомобилисту. Смерти Иветт, полицейского и «Поющей Телеграммы» отследить сложно, потому что в тот момент один из них вырубил электрический счётчик и все метались в темноте, в то время как убийца разделался с вышеупомянутыми.
Во время реконструкции, когда Уодсворт доходит до того момента, где в дверь позвонил полицейский, снова раздаётся дверной звонок. Миссис Пикок с воплем «Кто бы это не был, лучше пусть уходят, иначе их тоже убьют!» распахивает дверь и видит пожилого евангелиста в плаще и шляпе, который просит их «покаяться во имя Царствия Небесного, ибо грядёт Армагеддон». Его слова кажутся всем нелепыми и поэтому они говорят ему, что «его сведения устарели, так как в этом доме Армагеддон уже давно наступил». Тогда он говорит, что они должны спасти свои души, в ответ на что миссис Пикок с заявлением «Да нам бы жизнь спасти, шут гороховый!» захлопывает перед ним дверь.
Реконструкция завершается тем, что Уодсворт гасит во всём доме свет. Каждая из трёх концовок начинается с того, что включается свет.

## Концовки
Во время кинопроката в США в разных кинотеатрах фильм демонстрировался с разными концовками. Такой сюжетный ход вызвал негодование зрителей — они обсуждали фильм и не могли понять возникшие разногласия относительно сюжета, ведь все смотрели один и тот же фильм. Во всех VHS-релизах на видео, а также в версиях цифровых кинотеатров, фильм содержит все концовки, показанные по очереди, а у владельцев DVD и Blu-Ray есть возможность посмотреть фильм с одной «случайной» концовкой, а также стандартную версию со всеми финалами. В промежутках между разными финалами появляются немые вставки с текстом, из которого следовало, что первые две концовки являются только предполагаемыми, в то время как настоящая — третья. 
Изначально, помимо концовки, где убийцами оказываются все герои, планировалась снять по одной концовке на каждого персонажа, в которых, соответственно, убийцей оказывался кто-то один из героев, но потом число таких финалов было сокращено до двух. В поздних интервью Джонатан Линн высказал сожаление, что выпустил фильм в кинотеатрах с разными концовками — он считает, что именно поэтому зрители возненавидели картину, провалившуюся в прокате.

### Концовка А
- Всё могло быть так (англ. How It Might Have Happened)

Мистера Бодди и кухарку убила Иветт, которая действовала по наводке мисс Скарлетт, в борделе которой она до этого работала. В свою очередь мисс Скарлетт убила и Иветт и всех остальных, дабы зная теперь секреты других приглашённых, сохранить свой подпольный бизнес. Когда Уодсворт озвучивает эту версию, мисс Скарлетт заявляет, что у него нет никаких доказательств. Тогда Уодсворт напоминает всем про револьвер, из которого застрелили «Поющую Телеграмму». Он исчез (до этого он валялся в груде обломков люстры, которую они случайно уронили, когда обнаружили труп автомобилиста) и поэтому Уодсворт просит всех вывернуть карманы. У кого найдётся оружие, тот и убийца. Револьвер обнаруживается у мисс Скарлетт. Она направляет его на Уодсворта, но тот говорит, что она ничего им не сделает, потому что в револьвере нет патронов. Они начинают спорить, сколько выстрелов было в этот вечер. Раздаётся дверной звонок, и в этот момент Уодсворт делает бросок вперёд и заламывает мисс Скарлетт руки за спину. Тут же в дом врывается полиция, которую возглавляет евангелист, оказавшийся её шефом. Сам Уодсворт является агентом ФБР. Мисс Скарлетт извиняется перед ним за то, что хотела в него выстрелить, и тогда Уодсворт нажимает на спуск, чтобы показать, что револьвер разряжен. Раздаётся выстрел и пуля попадает в верёвку с люстрой, которая тут же обрушивается на пол позади испуганного Мастарда (первая люстра также упала позади него).

### Концовка B
- Или, возможно, так (англ. How About This?)

Все убийства совершила миссис Пикок, потому что мистер Бодди им мог всё о ней рассказать. Когда Уодсворт озвучивает эту версию, миссис Пикок заявляет, что у него нет никаких доказательств и Уодсворт снова говорит, что тот, у кого обнаружится револьвер, и есть убийца. Миссис Пикок достаёт револьвер и Уодстворт предлагает спрятать трупы в подвале и без шума разъехаться по домам. Миссис Пикок говорит, что уедет первой. Она уходит, но около машины её ловит полиция с евангелистом. На улицу выбегают остальные и Уодстворт произносит «У нас как в аптеке, стреляем всегда в яблочко». Мистер Грин кричит «Её убили?!» и получает пощёчины от Уодсворта и Мастарда. Уодсворт предлагает гостям фрукты и десерт.

### Концовка C
- А вот, что на самом деле произошло (англ. What Really Happened)

Убийцы все приглашённые. Выясняется, что профессор Плам врал, когда говорил, что у него в темноте вырывали оружие. Он действительно целился в мистера Боди, но промахнулся и позже добил его подсвечником. Кухарку убила миссис Пикок, Иветт — миссис Уайт, полицейского — мисс Скарлетт, автомобилиста — полковник Мастард. Когда дело доходит до «Поющей телеграммы», все начинают обвинять мистера Грина, потому что кроме него никого не осталось. В панике мистер Грин напоминает о пропавшем оружии и приказывает вывернуть карманы и Уодсворт достает из кармана револьвер. Уодсворт объявляет, что «Поющую телеграмму» убил он и что на самом деле он не Уодсворт, а сам мистер Бодди, а тот, кого убил Плам, был его дворецким. Теперь же Уодсворт-Бодди говорит, что продолжит и дальше их шантажировать, потому что они фактически у него на глазах убили опасных для них людей. Мистер Грин выхватывает собственный револьвер и убивает Уодсворта, после чего раскрывается: на самом деле он агент ФБР. Тут же в дом вламывается полиция во главе с евангелистом. Выясняется также, что гомосексуальность Грина была лишь его прикрытием, о чём можно судить о его последней реплике перед титрами, где он говорит, что «собирается поехать домой и спать со своей женой».

### Четвёртая концовка
Ещё один финал, который был снят, но никогда нигде не демонстрировался и не вошёл ни в одно издание фильма, потому что был слишком мрачным по сравнению с общим тоном фильма. Эта концовка была включена в выпущенную одновременно с фильмом новеллизацию Майкла Макдауэлла и книжную адаптацию для детей под названием «Paramount Pictures Presents Clue: The Storybook» написали Лэндис, Линн и Энн Мэттьюз — обе версии были изданы в 1985 году и содержат четвёртую концовку, не попавшую в фильм.
Убийцей является один Уодсворт, который убил всех, потому что считал жертв «социально лишними» — в этом варианте Уодсворт был именно Уодсвортом, а не мистером Бодди. Затем выясняется, что в шампанское, которое гости пили в начале фильма, был добавлен медленно действующий яд. Уодсворт разбивает все телефоны, чтобы гости не смогли вызвать помощь, после чего в дом врывается полиция, но Уодсворту удаётся их обмануть, и он запирает их вместе с гостями в доме. Затем он садится в полицейскую машину и собирается уехать, но обнаруживает на заднем сидении сторожевую собаку мистера Бодди, которая набрасывается на него. Машина попадает в аварию, и Уодсворт погибает.

## В ролях
- Тим Карри — Дворецкий Уодсворт
- Мэдлин Кан — Миссис Уайт
- Кристофер Ллойд — Профессор Плам
- Айлин Бреннан — Миссис Пикок
- Майкл Маккин — Мистер Грин
- Лесли Энн Уоррен — Мисс Скарлетт
- Мартин Малл — Полковник Мастард
- Коллин Кэмп — Горничная Иветт
- Ли Винг — Мистер Бодди
- Ховард Хессеман — Евангелист / Шеф
- Джейн Уидлин — Поющая телеграмма
- Билл Хендерсон — Полицейский
- Джеффри Крамер — Шофёр
- Келли Накахар — Кухарка

## Производство

### Ранний этап
Сюжет и место действия фильма взяты из настольной игры «Cluedo». Когда исполнительный продюсер Джон Лэндис придумал сюжетную линию «Улики», он обратился к знаменитому драматургу и сценаристу Тому Стоппарду с просьбой написать полноценный сценарий — Стоппард работал над проектом в течение года. Он покинул проект, когда понял, что не доволен результатом — автор даже вернул деньги. После ухода Стоппарда, Лэндис попросил композитора Стивен Сондхайм и актёра Энтони Перкинса продолжить работу над текстом — ранее они вместе написали сценарий картины 1973 года «Последний круиз на яхте «Шейла»» — однако их услуги оказались слишком дорогими. В конце концов, сценарий написал режиссёр Джонатан Линн, а концепцию множественного финала придумал Джон Лэндис. Дебра Хилл, работавшая над серией фильмов ужасов «Хэллоуин», выступила в качестве продюсера картины.

### Сценарий и связи с игрой
«Улика» — первый фильм, снятый по мотивам настольной игры. Все потайные ходы в фильме соединяют те же комнаты, что и в игре. Фамилии самих гостей являются названием радужных цветов в английском языке, что в самой игре связано с тем, что каждого персонажа там изображает фишка конкретного цвета: «Скарлетт» — красный, «Грин» — зелёный, «Уайт» — белый, «Плам» — цвет сливы (фиолетовый), «Пикок» — павлиний цвет (синий) и «Мастард» — цвет горчицы (жёлтый); под стать им аналогичен и цвет машин, на которых они приезжают. Фамилия «Бодди» по-английски созвучна со словом «тело» или «труп» (англ. body). В ранней версии сценария миссис Пикок в исполнении Айлин Бреннан погибала в том финале, где она была убийцей.

### Кастинг
Тим Карри назвал роль дворецкого Удсворта своей любимой, но актёр не был главным кандидатом. Леонард Росситер был тем, кого Джонатан Линн видел в роли Уодсворта, но тот умер за месяц до начала съёмок; какое-то время рассматривалась кандидатура тогда ещё малоизвестного Роуэна Аткинсона, но именно из-за этого она и была в конечном итоге забракована руководством «Paramount Pictures». Также боссы рассматривали вариант с Джоном Клизом. Карри был давним другом Линна — они вместе учились в частной английской школе «Kingswood School».
Кэрри Фишер была изначально утверждена на роль Мисс Скарлетт, но выбыла из проекта, потому что в тот период проходила лечение от алкоголизма — жена продюсера Джона Питерса, актриса Лесли Энн Уоррен, заменила её буквально накануне съёмок. Хотя Коллин Кэмп произвела хорошее впечатление на Джонатана Линна своими актёрскими способностями на прослушивании, в интервью «BuzzFeed» 2013 года режиссёр признался, что утвердил её на роль Иветт в первую очередь из-за пышных форм — актриса проходила пробы в костюме французской горничной. На роль Иветт также рассматривались кандидатуры актрис Дженнифер Джейсон Ли и Деми Мур, а также певицы Мадонны. Коллин Кэмп очень сожалела, что не забрала со съёмок платье Иветт.
Монолог миссис Уайт в исполнении Мэдлин Кан про «пламя» (миссис Уайт описывает своё чувство ревности к тому, что Иветт крутила роман с её мужем) стал импровизацией актрисы. Солист панк-группы «Fear» Ли Винг сыграл мистера Бодди; фраза «Mr. Boddy Is Lee Ving» (рус. Мистер Бодди — это Ли Винг) созвучна с «Mr. Boddy Is Leaving» (рус. Мистер Бодди уходит) — это прямая отсылка к сюжету фильма. Роль Поющей телеграммы, застреленной на пороге особняка, стала дебютом в кино для певицы группы «The Go-Go’s» Джейн Уидлин.

### Декорации и дизайн
Над фильмом работали художники Лес Гобруиджжи, Джин Ноллманвос, Уильям Б. Маджоран и Томас Л. Ройсден.Все внутренние сцены снимались в декорациях студии «Paramount Pictures» в Голливуде, обставленных реальной мебелью XVII−XIX-го веков, собранной для съёмок у различных коллекционеров — в том числе наследников Теодора Рузвельта. Исключением был лишь бальный зал с роялем, где мисс Скарлетт и полковнику Мастарду кажется, что за занавеской кто-то есть — его снимали в особняке Макс-Буш-Хаус 1929 года постройки в Пасадине, который использовался для съёмок экстерьерных сцен (там были сняты все сцены на крыльце); на общих планах также был снят этот особняк, изменённый благодаря визуальному спецэффекту в виде рисунка на стекле. В октябре 2005 года особняк был уничтожен пожаром. Внутренние декорации после съёмок сохранились и позже были использованы в качестве основного места действия телесериала «Династия» в качестве вымышленного отеля «Карлтон» (англ. The Carlton).

### Съёмки
Джонатан Линн устроил для актёров показ фильма «Его девушка Пятница» (1940) для вдохновения той эпохой. Во время съёмок финальных сцен Карри стал страдать от повышенного давления из-за физических нагрузок, и целую неделю принимал лекарства. Дизайнер костюмов Майкл Каплан заставил всех актёров носить нижнее бельё из реальных 1950-х годов — как вспоминает Лэсли Энн Уоррен, ей было очень неудобно сниматься в своём экранном платье, а в перерывах между дублями она даже не могла нормально сесть.

### Музыка
Инструментальную музыку к фильму написал композитор Джон Моррис — лейбл «La-La Land Records» выпустил альбом ограниченным тиражом в феврале 2011 года,, а в 2015 — по случаю 30-летнего юбилея картины — состоялся релиз коллекционного издания от компании «Mondo» на виниловых пластинках.

## Релиз

### Кассовые сборы
Премьера фильма состоялась 13 декабря 1985 года. Фильм провалился в прокате. При бюджете 15 миллионов долларов, в США и Канаде картина собрала всего 14 643 997, не окупив затраты на производство.

### Критика
На сайте «Rotten Tomatoes» рейтинг фильма составляет 68 % на основе 34 обзоров, средняя оценка — 4.2 из 5: «Сильный актёрский состав выделяет помогает сделать историю ярче, чем у его исходного материала, но, опираясь на оригинальность формата и фарс всей истории, а не на более естественный юмор, успех картины у зрителей зависит от броска игральных костей». Средняя оценка картины на «Metacritic» — 39 из 100 на основе 11 — в основном, «негативных обзоров», в то время как зрительская оценка составила 8.1 из 10 на основе 167 отзывов. На сайте «Кинопоиск» у фильма рейтинг 7.760 на основе 17 389 оценок зрителей; на «Internet Movie Database» — 7.2 из 10 на основе оценок 96 195 пользователей (на август 2022).
Фильм получил неоднозначные отзывы на момент выхода. Джанет Маслин из «The New York Times» отрицательно отозвалась о фильме и заявила, что начало — «это единственная часть фильма, которая хоть чуть-чуть привлекает внимание. После этого он становится сильно затянутым». Точно так же Джин Сискель из «The Chicago Tribune» оценил фильм в 2,5 звезды из 4, написав: «„Улика“ предлагает несколько громких смешков в начале, за которыми следует множество персонажей, бессмысленно бегающих взад-вперёд»; Сискель особенно раскритиковал решение выпустить фильм в кинотеатры с тремя отдельными концовками, назвав это «дешёвой уловкой», которая будет отвлекать зрителей от остальной части фильма. В итоге «„Улика“ — это фильм, которому нужны три разные середины, а не три разные концовки». Роджер Эберт из «Chicago Sun-Times» присвоил фильму оценку 2 из 4 звезд, написав, что в нём «многообещающий» актёрский состав, но «сценарий фильма настолько слабый, что актёры проводят большую часть своего времени выглядя растерянными, будто их оборвали на полуслове прямо перед тем, как они собирались сказать что-то интересное». В обзоре «Siskel & Ebert & The Movies» авторы согласились, что концовка «A» — лучшая, а «C» — худшая.
Спустя годы после релиза фильм получил культовый статус и считается классикой американского кино.

### Выход на видео
В США и Канаде фильм вышел на VHS в 1986 году, а 11 февраля 1991 — в других странах. Премьера картины на DVD состоялась в июне 2000 года, а на Blu-Ray — 7 августа 2012.

## Другие проекты

### Ремейк
Студия «Universal Pictures» объявила о разработке проекта ремейка в 2011 году, а потом сообщила, что откажется от остановки проекта — компания «Hasbro Studios» займётся фильмом самостоятельно вместе с режиссёром Гором Вербински. В августе 2016 портал «The Tracking Board» написал, что «Hasbro» договорилась со студией «20th Century Fox» о производстве картины — Джош Фельдман станет продюсером, а Райан Джонс — исполнительным продюсером вместе с Дарией Керчек; новые элементы боевика позволят расширить франшизу в будущем.
В январе 2018 года «20th Century Fox» объявила, что Райан Рейнольдс, заключивший эксклюзивный договор со студией, сыграет главную роль в ремейке, а Ретт Риз и Пол Верник — сценаристы фильмов «Дедпул», «Дедпул 2» и «Жизнь» — напишут сценарий. В сентября 2019 года «TheWrap» сообщил, что актёр Джейсон Бейтман стать режиссёром фильма и сыграть главную роль, но в итоге ему отказали.
В феврале 2020 года «Deadline Hollywood» написал, что британский режиссёр и сценарист Джеймс Бобин ведёт переговоры со студией «20th Century Studios» и может возглавить постановку картины.